# Bosse (maritime)
Pour les articles homonymes, voir Bosse.

Une des manières de bosser

La bosse est une petite longueur de cordage (mais aussi de chaîne) dont une extrémité est fixée au pied d'une bitte d'amarrage ou d'un cabillot sur des gréements traditionnels.
Elle sert à retenir momentanément une aussière qui a déjà été virée au treuil, le temps nécessaire pour la libérer du treuil et la tourner sur la bitte. 
- Cette action s'appelle bosser l'aussière, elle consiste à enrouler plusieurs fois la bosse autour d'elle-même et de l'aussière et à maintenir la tension.
- La bosse en chaîne a la même utilité mais sert à bosser les amarres en câble d'acier.

On appelle également bosse un cordage frappé à l'avant d'un navire et utilisé pour amarrer un canot ou une annexe le long du bord. On utilise les termes bosse avant et bosse arrière.
On nomme bosses cassantes des cordages qui au cours du lancement d'un navire sur cale se rompent successivement faisant office de frein.

Sur les grands navires, les aussières sont enroulées sur des tambours de guindeaux munis de freins, évitant ainsi l'usage de la bosse.

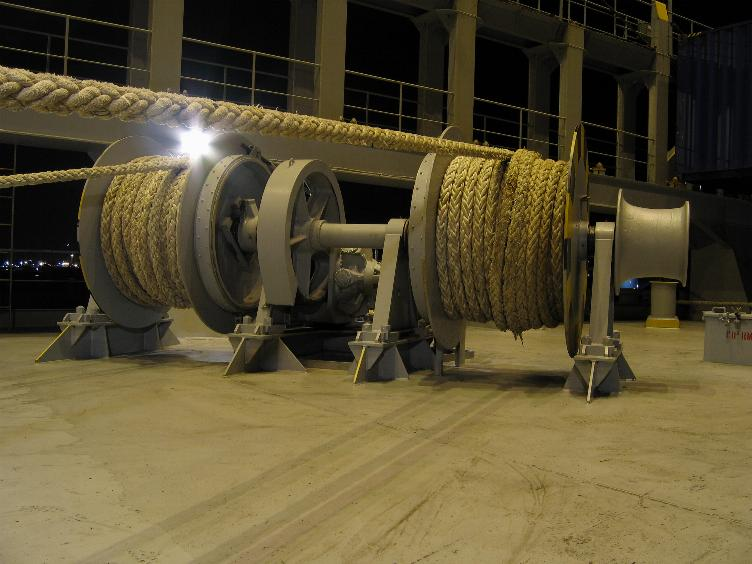
Guindeau avec enrouleurs d'aussières et poupées sur un porte-conteneurs